# British Rail Class 360
British Rail Class 360 – typ elektrycznych zespołów trakcyjnych, należący do produkowanej przez koncern Siemens rodziny pociągów Desiro. Inne eksploatowane w Wielkiej Brytanii jednostki z tej samej rodziny oznaczone są jako Class 185, Class 350, Class 444 oraz Class 450.
Pociągi typu Class 360 stanowią obecnie 100% taboru firmy Heathrow Connect, będącej jednym z dwóch przewoźników obsługujących połączenia z centrum Londynu na lotnisko Heathrow. Używa ich także firma National Express East Anglia, w barwach której jeżdżą z dworca Liverpool Street w Londynie do miast wschodniej Anglii.

## Linki zewnętrzne

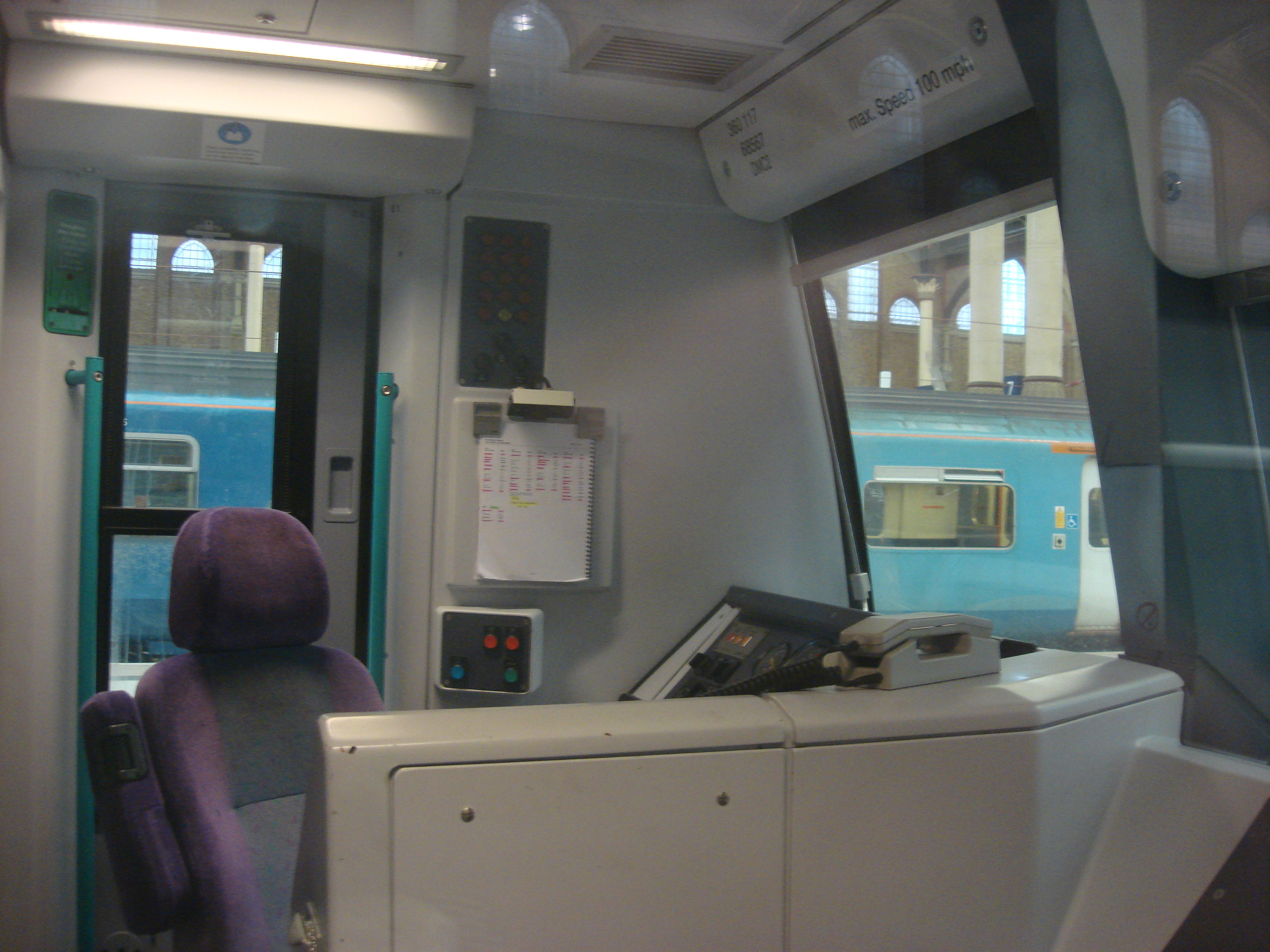
Kabina maszynisty